# Stadttheater Tilsit
Das Gebäude des Stadttheaters Tilsit wird im jetzigen Sowetsk als Tilsit-Theater (Тильзит-театр) weitergeführt.

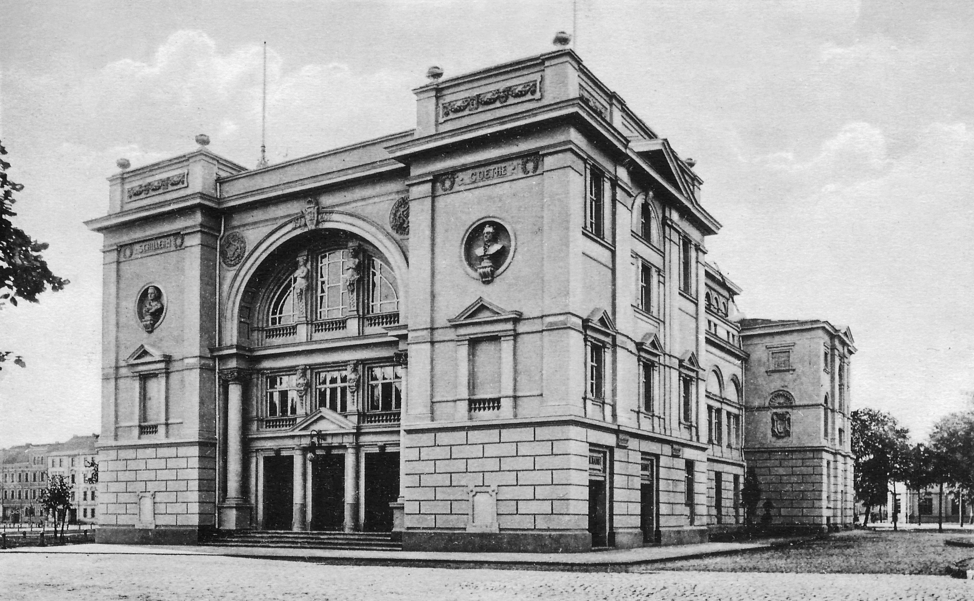
Ansicht vor 1925

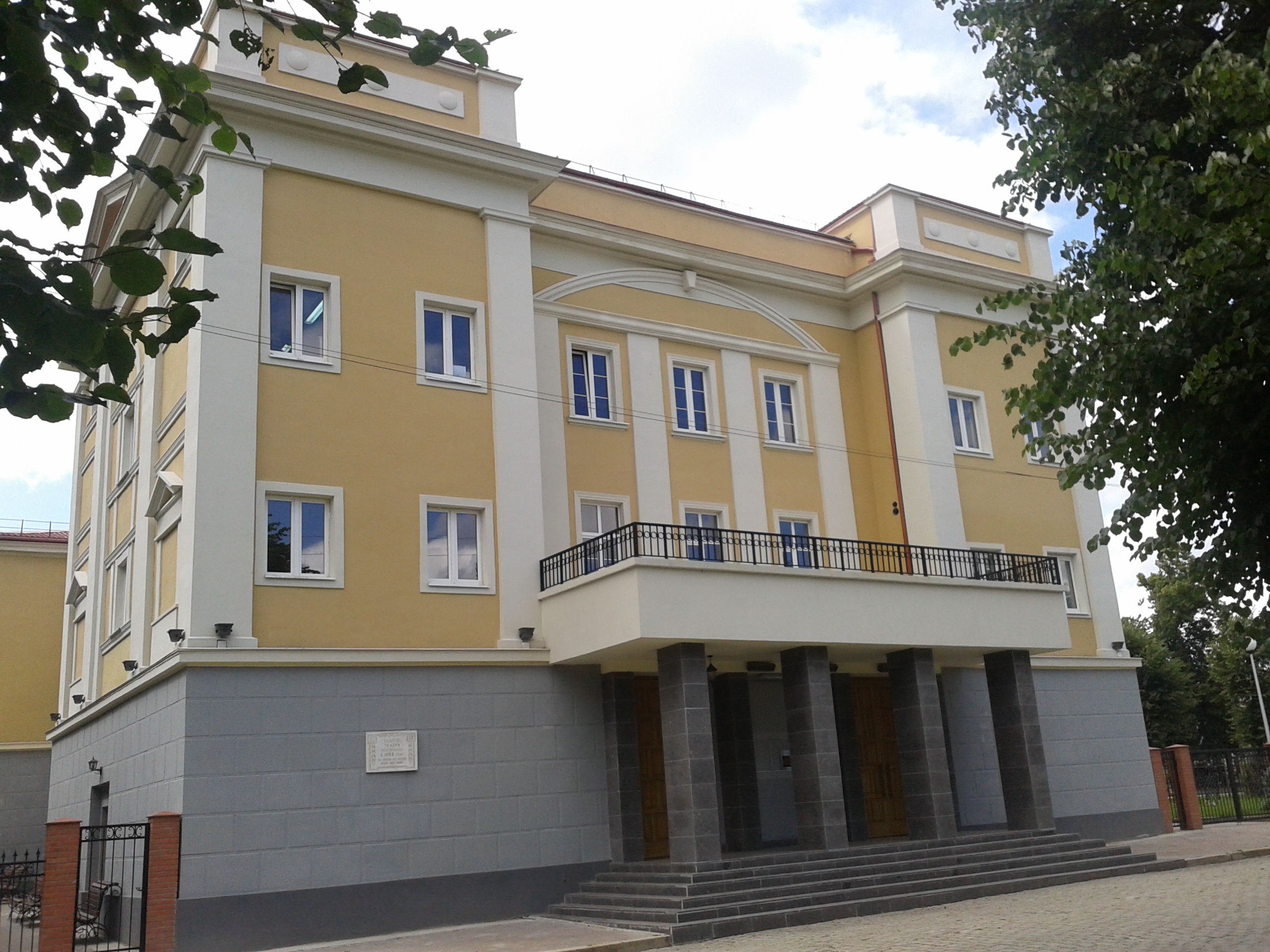
Ansicht 2014

## Theatergeschichte
Im 19. Jahrhundert, teilweise auch schon im 18. Jahrhundert, gastierten reisende Truppen und Einzelkünstler in der Stadt. In der ersten Hälfte und der Mitte des 19. Jahrhunderts sind sechs ausgedehnte Tourneeaufenthalte des Königsberger Stadttheaters belegt. Ein erster Theaterbau in Tilsit wurde 1854 errichtet. 1893 wurde das Neue Stadttheater Tilsit fertiggestellt, in dem der Spielbetrieb am 6. Oktober 1893 aufgenommen wurde. Über Jahrzehnte wurde Tilsit in Verbindung mit verschiedenen benachbarten Bühnen bespielt, immer mit Tilsit und Memel, meist zusätzlich mit Insterburg, Gumbinnen und Lyck, vereinzelt auch mit Cranz, Neukuhren und Libau.
Die dominierende Persönlichkeit dieser Epoche als künstlerischer Leiter war Emil Hannemann, der in Königsberg auch zwei Sommertheater führte: das Schützenhaus-Theater und das Sommertheater Luisenhöh. 1933 wurde mit der Machtergreifung der Nationalsozialisten der Intendant Ernst Günther Scherzer als zu „judenfreundlich“ abgesetzt. Das Theater erhielt den Namen „Grenzlandtheater“.

## Bauwerk
Der Bau ist ein dreistöckiger verputzter Ziegelbau. Das Theatergebäude besteht aus einem rechteckigen Hauptkörper und langgestreckten Gebäuden. Die Nord- und Südfassade haben Eckrisalite. An der Westfassade sind in den Ecken zwischen Hauptbaukörper und westlichem Mittelrisalit jeweils eingeschossige Nord- und Südrisalite angebaut. Der Haupteingang des Gebäudes befindet sich an der Ostfassade, Wirtschaftseingänge mit abgestuften Türrahmen befinden sich in den Risaliten der Nord- und Südfassade.

## Verweise
- Internetauftritt des Tilsit-Theaters